# Сыромяткино
Сыромяткино — деревня в Шекснинском районе Вологодской области.
Входит в состав сельского поселения Сиземского, с точки зрения административно-территориального деления — в Сиземский сельсовет.
Расстояние до районного центра Шексны по автодороге — 36,6 км, до центра муниципального образования Чаромского по прямой — 13 км. Ближайшие населённые пункты — Павловское, Поповское, Починок, Еремино, Соловарка, Артемьево, Кузьминское, Давыдково, Телибаново.
По переписи 2002 года население — 27 человек (12 мужчин, 15 женщин). Всё население — русские.